# Caroline Reynolds
Caroline Reynolds is een personage uit de Amerikaanse serie Prison Break. En wordt gespeeld door Patricia Wettig.

## Seizoen 1
Lincoln Burrows was veroordeeld voor het vermoorden van de broer van Reynolds, Terrence Steadman. Maar al gauw kwam aan het licht dat Steadman nog leefde. Burrows is dus veroordeeld voor een moord die hij niet gepleegd heeft. De keuze is gemaakt door ''The Company'', waar ook de vader van Scofield en Burrows voor werkte. Dit was allemaal opgezet om wraak op hem te nemen omdat hij weg is gegaan bij ''The Company''
Onderweg naar de datum waarop Burrows geëxecuteerd zou worden, maakte Reynolds bekend dat ze zich kandidaat stelt voor de presidentsverkiezingen voor haar geboorteplaats Montgomery, Illinois. Reynolds werd echter al de 46e president nadat men de vorige president had vergiftigd.

## Seizoen 2
Later hebben de broers contact kunnen maken met Steadman maar ongelukkigerwijze pleegt deze zelfmoord. Zij komen later in het bezit van een belastende opname van Steadman met zijn zuster Reynolds. Als Michael bij een ontmoeting met Caroline Reynolds, haar confronteert met deze opname, probeert hij haar te bewegen om hen gratie te verlenen.
Zij wil dit doen maar als de geheim agent Bill Kim haar vertelt dat de geheime dienst ook in het bezit is van de opname, besluit ze in een toespraak aan haar publiek dat zij zal aftreden omdat bij haar kanker is geconstateerd. Daarom kan zij haar belofte aan de broers niet nakomen.